# Сатель, Георгий Эдуардович
Георгий Эдуардович Сате́ль (1917—2012) — советский живописец. Лауреат Сталинской премии третьей степени (1951).

## Биография
Родился 12 (25) марта 1917 года в Москве в семье инженера (будущего видного машиностроителя), обрусевшего француза Э. А. Сателя. В 1935 году окончил среднюю школу и поступил в МАРХИ. В 1937 году, занимался живописью в изостудии ВЦСПС у К. Г. Дорохова и С. С. Боима. В 1938 году поступил в МГАХИ имени В. И. Сурикова, где занимался у А. В. Лентулова и П. Д. Покаржевского. В 1947 году участвовал в выставке «Москва в произведениях художников», посвящённой 800-летию Москвы. В 1959—1961 годах преподавал в МГПИ имени В. И. Ленина. В 1973 году участвовал в выставке живописи и скульптуры «Выставка 13-ти». Скончался в 2012 году.

## Произведения
- «На улице Горького» (1944)
- «Вечер у Большого театра» (1946)
- «Кремль утром» (1947)
- «Вдали Московский университет» (1949)
- «Комсомольцы — строители Москвы. Лепщики» (1949)
- «В ремесленном училище» (1950)
- «У гостиницы „Москва“» (1953)
- «Калинин с рабочими» (1955)
- «Московский пейзаж»
- «Москва-Каланчевская»

## Награды и премии
- Сталинская премия третьей степени (1951) — за картину «В ремесленном училище»